# XVe siècle en Lorraine
 (octobre 2023).
 (octobre 2023).
La mise en forme du texte ne suit pas les recommandations de Wikipédia : il faut le « wikifier ».
Les points d'amélioration suivants sont les cas les plus fréquents. Le détail des points à revoir est peut-être précisé sur la page de discussion.
- Les titres sont pré-formatés par le logiciel. Ils ne sont ni en capitales, ni en gras.
- Le texte ne doit pas être écrit en capitales (les noms de famille non plus), ni en gras, ni en italique, ni en « petit »…
- Le gras n'est utilisé que pour surligner le titre de l'article dans l'introduction, une seule fois.
- L'italique est rarement utilisé : mots en langue étrangère, titres d'œuvres, noms de bateaux, etc.
- Les citations ne sont pas en italique mais en corps de texte normal. Elles sont entourées par des guillemets français : « et ».
- Les listes à puces sont à éviter, des paragraphes rédigés étant largement préférés. Les tableaux sont à réserver à la présentation de données structurées (résultats, etc.).
- Les appels de note de bas de page (petits chiffres en exposant, introduits par l'outil «  Source ») sont à placer entre la fin de phrase et le point final[comme ça].
- Les liens internes (vers d'autres articles de Wikipédia) sont à choisir avec parcimonie. Créez des liens vers des articles approfondissant le sujet. Les termes génériques sans rapport avec le sujet sont à éviter, ainsi que les répétitions de liens vers un même terme.
- Les liens externes sont à placer uniquement dans une section « Liens externes », à la fin de l'article. Ces liens sont à choisir avec parcimonie suivant les règles définies. Si un lien sert de source à l'article, son insertion dans le texte est à faire par les notes de bas de page.
- La présentation des références doit suivre les conventions bibliographiques. Il est recommandé d'utiliser les modèles {{Ouvrage}}, {{Chapitre}}, {{Article}}, {{Lien web}} et/ou {{Bibliographie}}. Le mode d'édition visuel peut mettre en forme automatiquement les références.
- Insérer une infobox (cadre d'informations à droite) n'est pas obligatoire pour parachever la mise en page.

Pour une aide détaillée, merci de consulter Aide:Wikification.
Si vous pensez que ces points ont été résolus, vous pouvez retirer ce bandeau et améliorer la mise en forme d'un autre article.

Cette page contient une liste d'événements qui se sont produits au quinzième siècle en Lorraine.

## Éléments contextuels
- Les chevaux de l'élevage messin étaient exportés vers l'Italie ; d'autres marchands les vendaient aux foires de Champagne... Le commerce des chevaux et autres bestiaux resta, jusqu'au XVe siècle, le négoce le plus profitable[1].

## Événements
- Construction de la forge du Hollé, à Longwy-Bas (hameau de Senelle) à la fin du XVe siècle.
- Début des travaux de l'Église Saint-Georges d'Essey-lès-Nancy  de styles gothique et roman[2].

### Années 1400
- 1404, mai : Jeanne d'Aigremont est élue abbesse de Remiremont, elle administrera l'abbaye avec habileté. Lors du grand schisme, elle prend position en faveur de la papauté d'Avignon
- 1405 à 1406 : révolte des gens de métiers à Metz, refusant l'oppression d'une réglementation sévère. Le soulèvement aboutit à la création éphémère de la « commune »[3].
- 1408, 2 mars : Geoffroi de Nicey est élu abbé de Saint-Mihiel[4].

### Années 1410

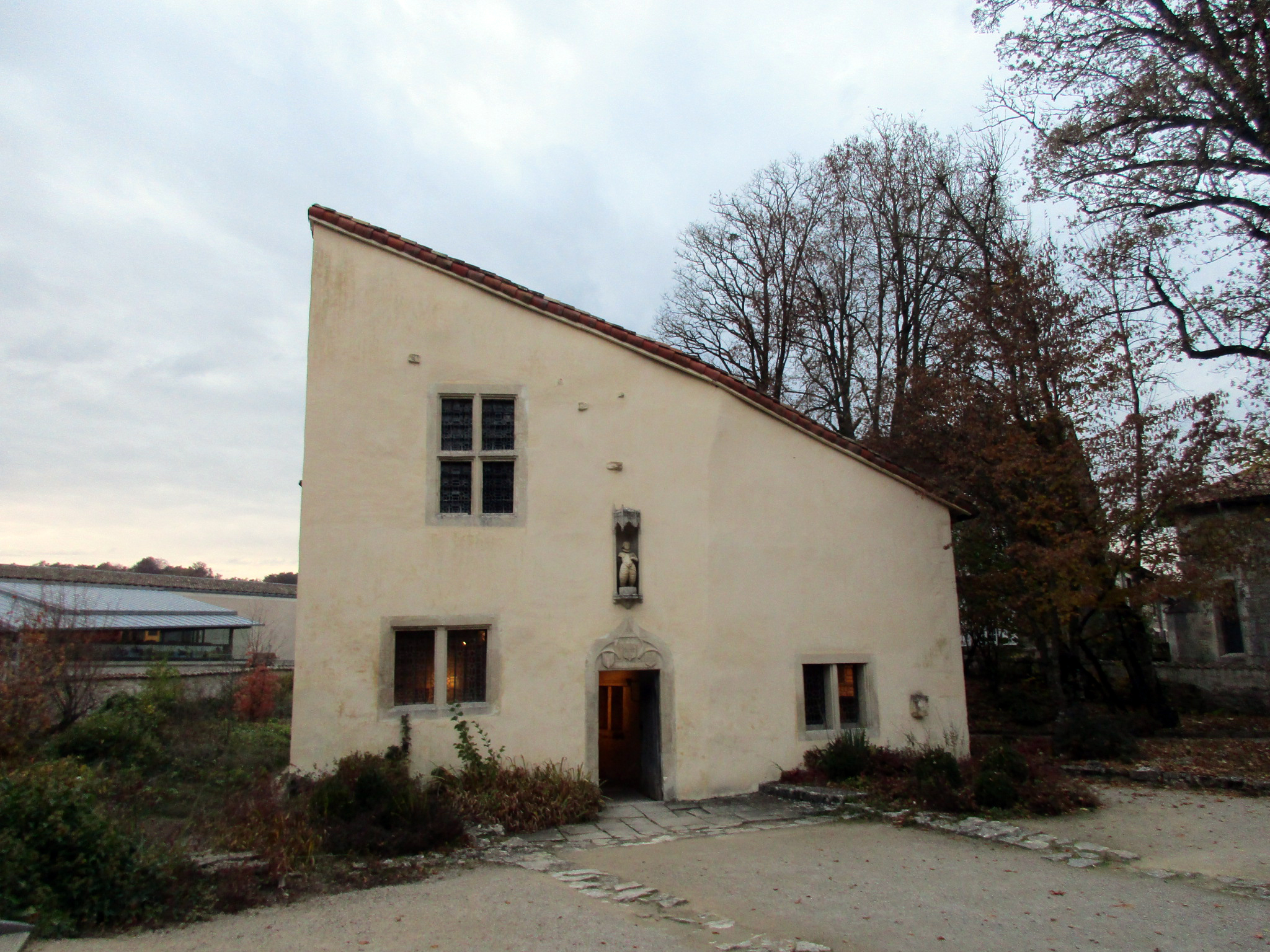
Maison natale de Jeanne d'Arc à Domrémy (Vosges).

- 1412 : naissance de Jeanne d'Arc à Domrémy.
- 1414 : Conrad II Bayer de Boppard devient évêque de Metz.
- 1415 : 
  - Édouard, duc de Bar et Ferri de Vaudémont meurent à Azincourt.
  - 20 mars : Raoul de Coucy devient évêque de Metz.

### Années 1420

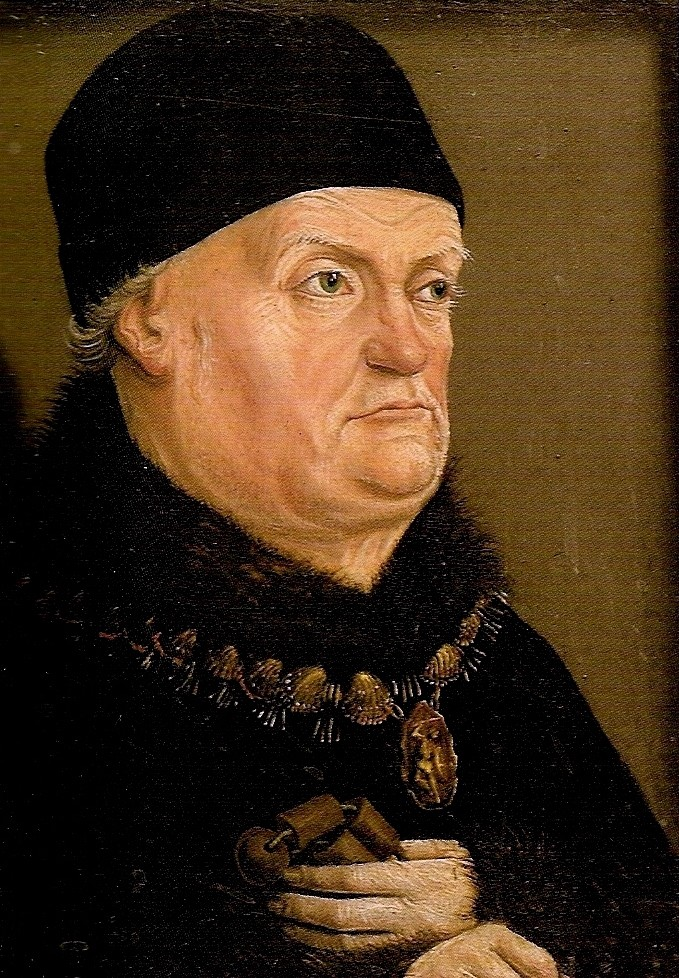
René d'Anjou

- 1420 : René d'Anjou épouse la fille et héritière de Charles II de Lorraine, Isabelle de Lorraine. Le Barrois et la Lorraine sont unis pour trois siècles.
- 1427 : Construction de la flèche de la Cathédrale de Metz[5].
- 1428 à 1429 : guerre de la hottée de pommes, entre seigneurs lorrains, qui se déroula dans le Pays messin.
- 1428 : 
  - C'est dans ce milieu, dans ce bailliage de Chaumont en Champagne, dans la châtellenie de Vaucouleurs, qu'un matin des premiers jours de mai se produisit la révélation de Jeanne[6]
  - Jeanne d'Arc rallie à sa cause le sire de Baudricourt.
- 1429 : 
  - Mars : Jeanne d'Arc se rend à Chinon trouvé le roi.
  - René de Bar se joint à l'armée de Jeanne d'Arc avec 3 000 Lorrains et Barisiens.
  - Jeanne d'Arc libère Orléans.
  - 2 juin : Charles VII concède à Jeanne d'Arc ses armoiries[7].
  - Et, le 23 juillet 1429, un mercredi, sur la fin de l'après-midi, alors que la brume commence à couvrir la vallée de son manteau grisaille, Jeanne quitte la forteresse par la porte de France, accompagnée de six cavaliers, dont trois seigneurs barrois : Jean de Nouillonpont, Bertrand de Poulangy et Jean de Dieulouard... [8]

### Années 1430

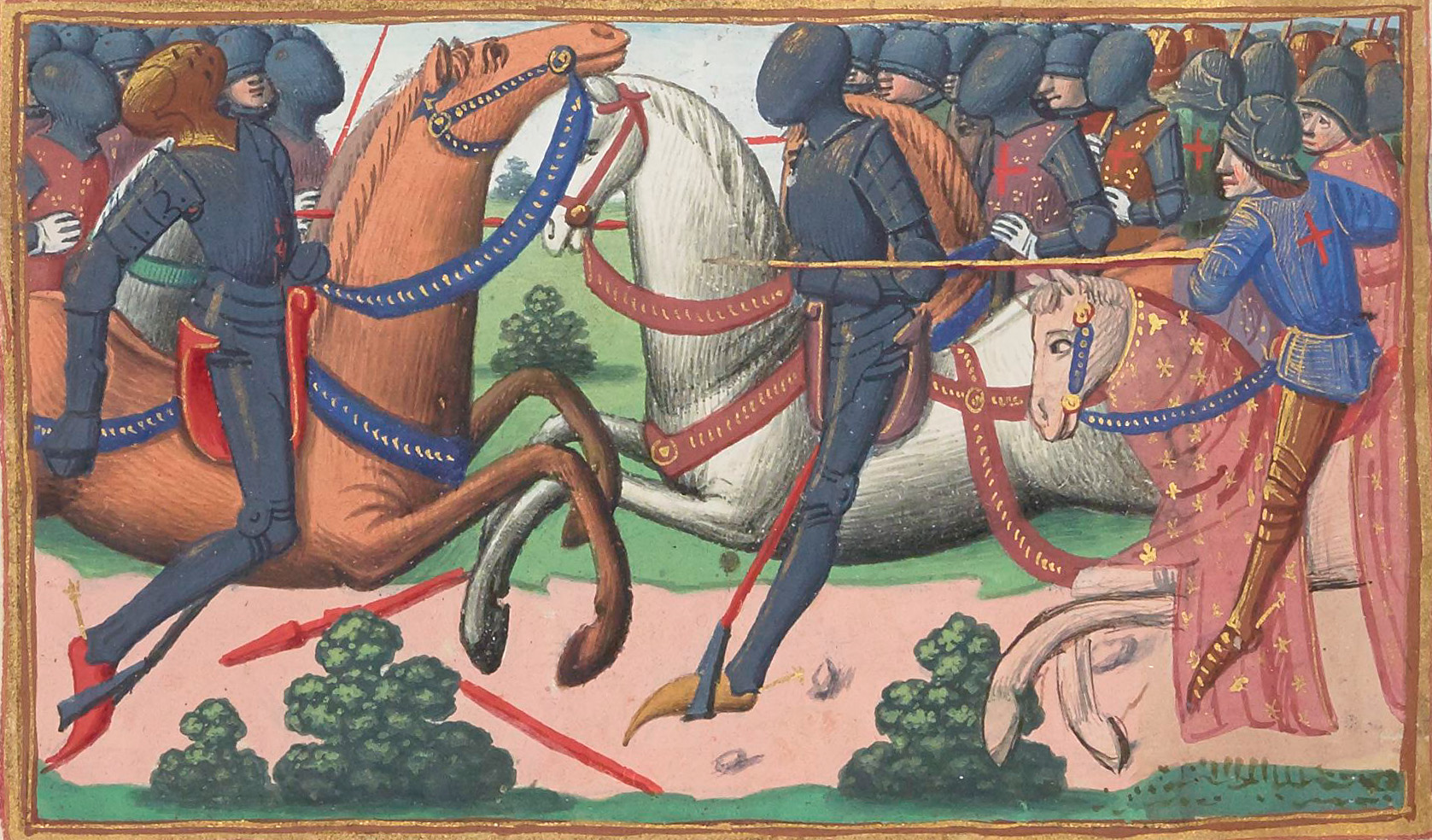
Bataille de Bulgnéville (1431)

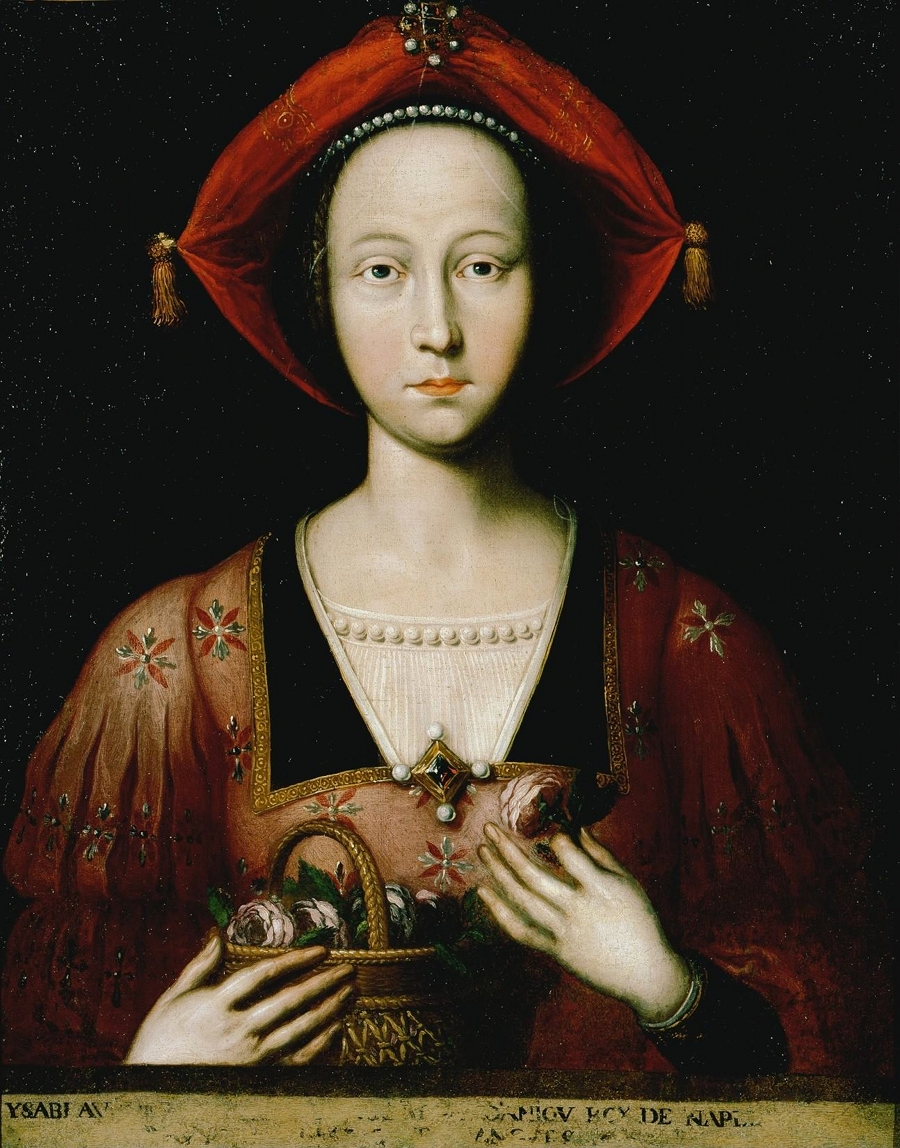
Isabelle Ière de Lorraine

- 1430 : Jeanne d'Arc est faite prisonnière à Compiègne.
- 1431 :
  - Charles II meurt sans héritier mâle.
  - 2 juillet : la bataille de Bulgnéville s'est déroulée à 20 kilomètres au sud-est de Neufchâteau. Il s'agit d'une bataille pour la succession à la tête du duché de Lorraine après la mort de Charles II. Elle oppose d'une part René d'Anjou, duc consort de Lorraine et de Bar par sa femme Isabelle, futur roi de Naples, allié aux Français, et d'autre part le comte Antoine de Vaudémont, neveu de Charles II, compétiteur de René d'Anjou à la tête du duché de Lorraine et partisan de Philippe le Bon, duc de Bourgogne, allié aux Anglais.
  - René d'Anjou fait le siège du château de Vaudémont.
  - Début de la dynastie des ducs de la maison d'Anjou.
  - 30 mai : Jeanne d'Arc est brûlée vive à Rouen. « Va donc, va, advienne que pourra », lui avait crié le sire de Baudricourt, et Jeanne d'Arc s'en fut ainsi, de la pauvre existence qu'elle menait, pastoure, dans le logis qu'on nous montre aujourd'hui, vers de rudes chevauchées, les combats singuliers, pour, quelques mois après, rendre son dernier souffle dans le flamboiement tragique de la place du Vieux-Marché à Rouen.[8]
- 1433 : traité de Bruxelles René d'Anjou et Antoine de Vaudémont s'engagent à marier leurs enfants Yolande et Ferry.
- 1436 : lors de la détention du duc René Ier, la ville de Neufchâteau fut donnée en otage pour gage de sa rançon, et fut occupée par une garnison bourguignonne.
- 1437 - Début des travaux de construction de la Tour Camoufle.
- 1438 : une épidémie de peste fait 20 000 victimes à Metz.

### Années 1440

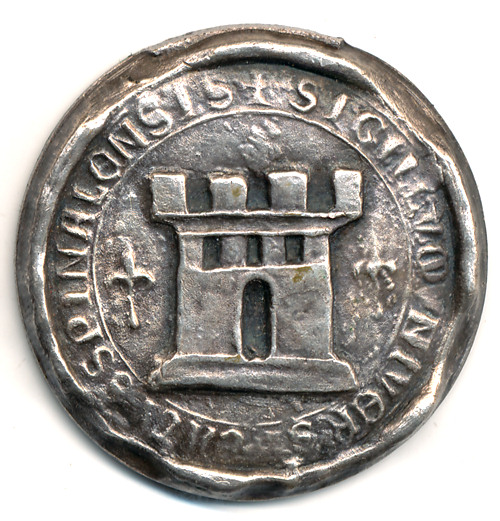
Grand sceau d’Épinal annexé à une charte du 10 septembre 1444 par laquelle les quatre gouverneurs d'Épinal et de Rualmesnil ont confirmé la donation de la ville d'Épinal au roi. Sceau de la ville repris sur une médaille de 1966.

- 1440 : Nancy, capitale du duché de Lorraine et de Bar compte à peu près 4 000 habitants[9].
- 1444 : 
  - Charles VII, roi de France essaie de s'emparer de Metz. Le siège de Metz oppose le duc de Bar et de Lorraine René d’Anjou, et son allié le roi de France Charles VII, aux « citains » de la République messine. La guerre de 1444-1445 est sans doute la plus dévastatrice des guerres médiévales qu'ait eues à subir la cité messine[10].
  - 7 septembre : des représentants de la ville d'Épinal profitent du passage du roi Charles VII à Nancy pour lui offrir la soumission de la ville et lui demander en retour sa protection. L'acte de soumission d’Épinal est daté du 7 septembre 1444[11],[12]. Le roi promet de ne jamais aliéner la cité, mais Louis XI cède la place au maréchal de Bourgogne en 1465[13]

### Années 1450
- 1451, 2 mai : naissance de René II.
- 1459, 2 juillet : Georges Ier de Bade, devient évêque de Metz.

### Années 1460
- 1464 : Jean II de Lorraine s'engage avec Charles le Téméraire dans la ligue du Bien public contre le roi Louis XI de France.
- 1466 : Épinal appartient au duché de Lorraine

### Années 1470

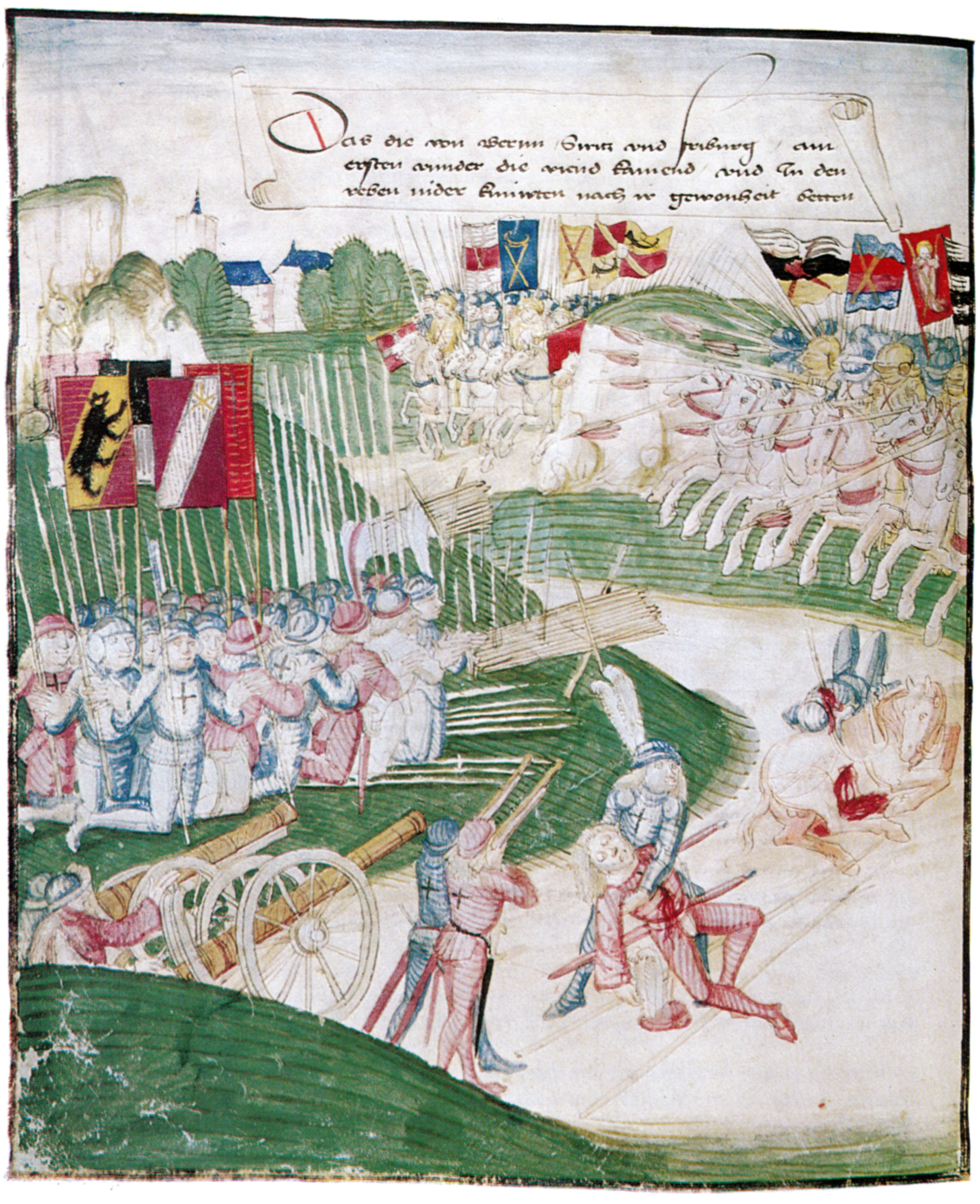
Bataille de Grandson.

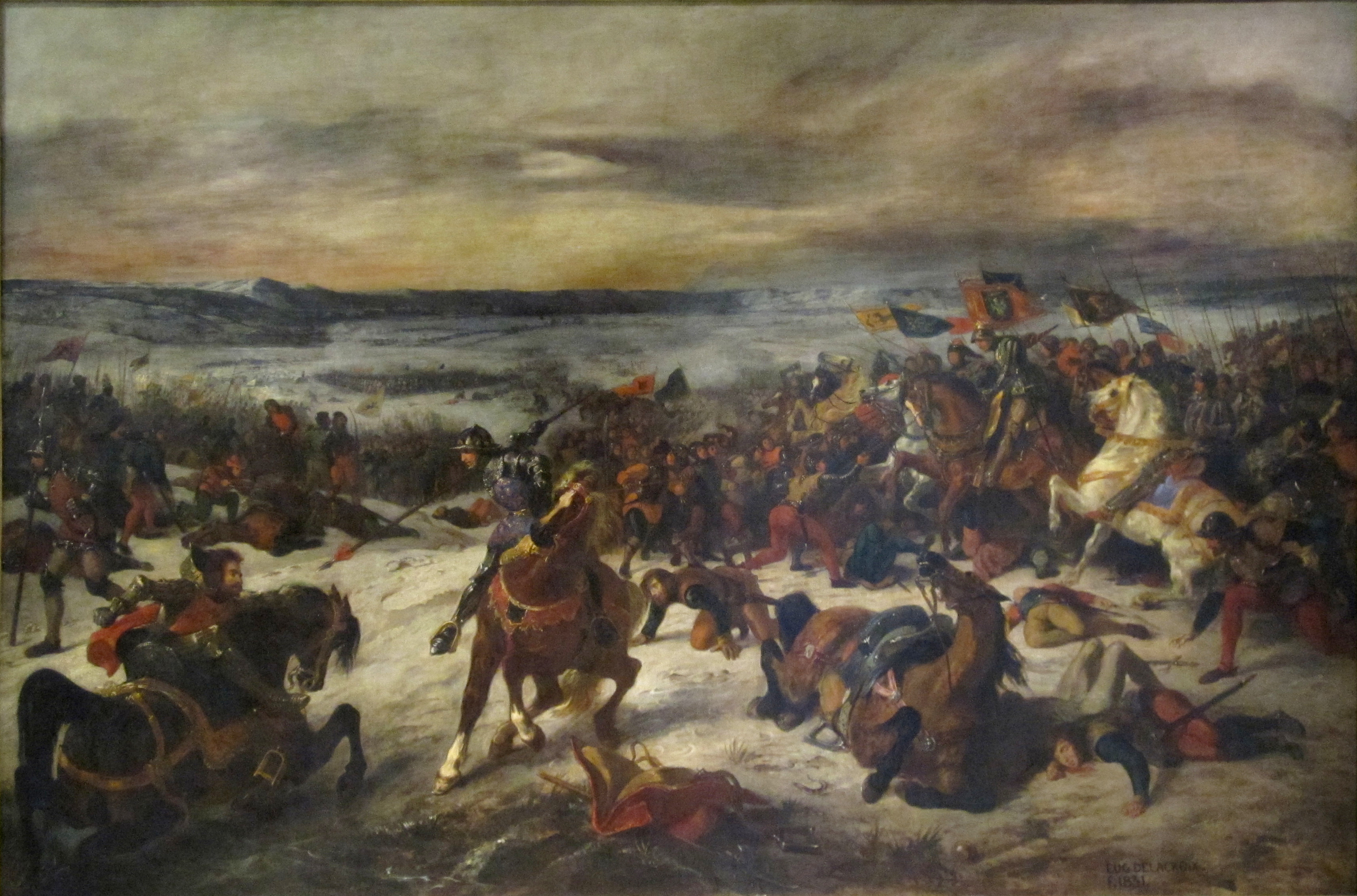
La bataille de Nancy par Eugène Delacroix.

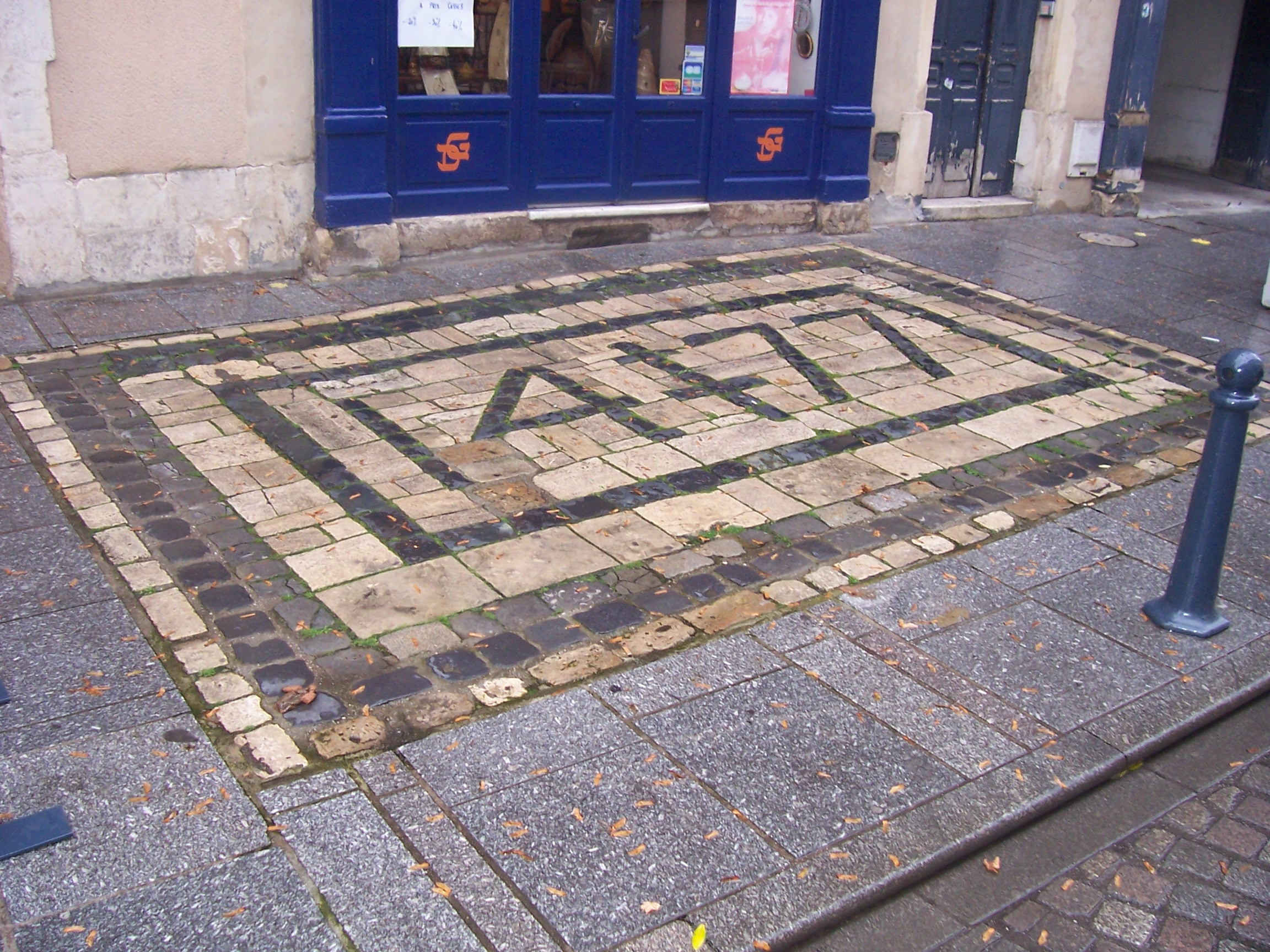
Pavés devant le 30 de la Grande-Rue à Nancy.

- 1470 : René II devient duc de Lorraine, comte de Vaudémont.
- 1471, 9 septembre : René II épouse à Angers Jeanne d'Harcourt, comtesse de Tancarville, fille de Guillaume d'Harcourt, comte de Tancarville, vicomte de Melun, et de Yolande de Laval.
- 1473 : 
  - Charles le Téméraire, duc de Bourgogne, traverse la Lorraine pour transférer les restes de son père de Bruges à Dijon, laissant au passage des garnisons à Amance, Charmes, Épinal et Darney. Ses troupes occupent le château de Vaudémont.
  - Début de la dynastie des ducs de la maison de Vaudémont.
  - Désireux d'unifier ses terres, le duc de Bourgogne songe à marier sa fille unique et héritière au duc Nicolas Ier de Lorraine. Le jeune souverain meurt subitement et Louis XI de France est soupçonné de l'avoir fait empoisonné.
  - René II devient comte d'Aumale et baron d'Elbeuf.
  - Nicolas de Montfort, comte de Campobasso, seigneur de Commercy, revend sa seigneurie du Château-Bas au duc de Lorraine René II[14]
  - Le siège de Metz oppose le duc de Lorraine Nicolas d’Anjou aux riches bourgeois de la République messine. Malgré une audacieuse ruse de guerre, les assaillants lorrains n’arrivent pas à prendre Metz et le siège est levé.
- 1474, 
  - 28 janvier : Catherine de Neuchâtel est élue abbesse de Remiremont, elle n'a pas 18 ans, c'est une irrégularité canonique, le pape revient sur sa nomination et Jeanne d'Anglure est nommée abbesse[15].
  - 9 juillet : René II se rallie secrètement au roi de France.
- 1475 : 
  - René II dénonce son alliance bourguignonne.
  - Prise de Briey par Charles le Téméraire.
  - 24 novembre : Charles le Téméraire occupe Nancy et René II se réfugie à Joinville.
- 1476 : 
  - René II reconquiert son duché.
  - René II devient sire de Joinville.
  - 2 mars : Charles II, allié aux Suisses, combat à leur côté. La coalition défait Charles le Téméraire à Grandson.
  - 22 juin : Charles II, allié aux Suisses, défait les Bourguignons à Morat.
  - 22 août : pendant que le Téméraire tente de reconstituer une armée, la Lorraine se révolte et René II fait son entrée à Nancy.
- 1477 :
  - 5 janvier : bataille de Nancy, Charles le Téméraire est tué sur le site de l'actuelle place de la croix de Bourgogne, déposé devant le 30 grande rue avant d'être exposé et veillé dans la maison puis inhumé à la collégiale Saint-Georges.
  - 6 janvier : le condottiere Campo Basso qui a trahi Charles le Téméraire massacre le lendemain de la bataille de Nancy, sur le pont de Bouxières les restes de l'armée du duc de Bourgogne en fuite vers Metz. Il y eut 600 (six cents) morts parmi les Bourguignons.
  - À la suite de cette victoire, René II ordonne la construction de la gigantesque Basilique de Saint-Nicolas-de-Port et reconstruit le Palais ducal de Nancy.
- 1478, juin : Louis XI donne à René II quelques droits concernant le duché de Luxembourg ainsi que le comté de Bourgogne[16].

### Années 1480

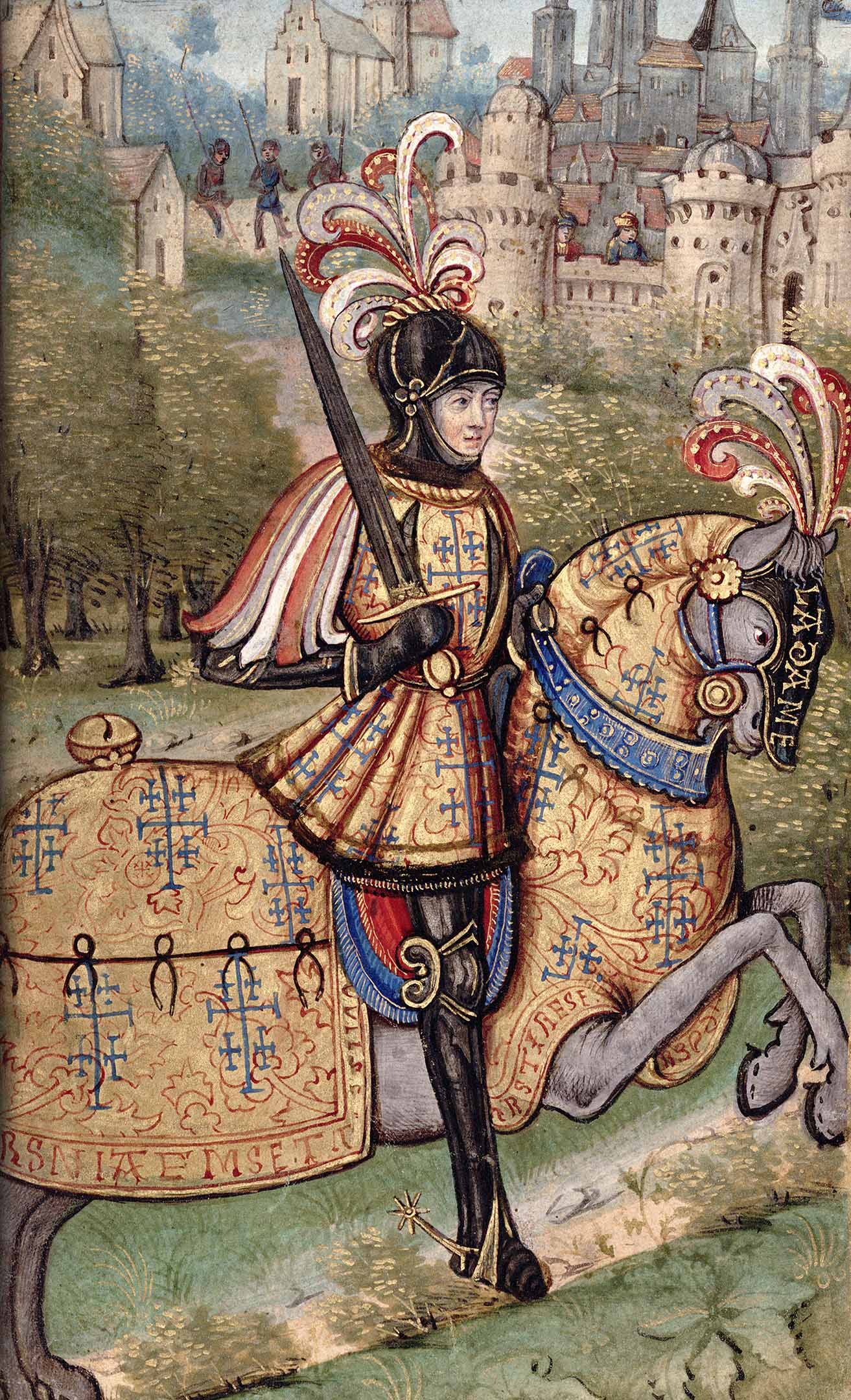
René II

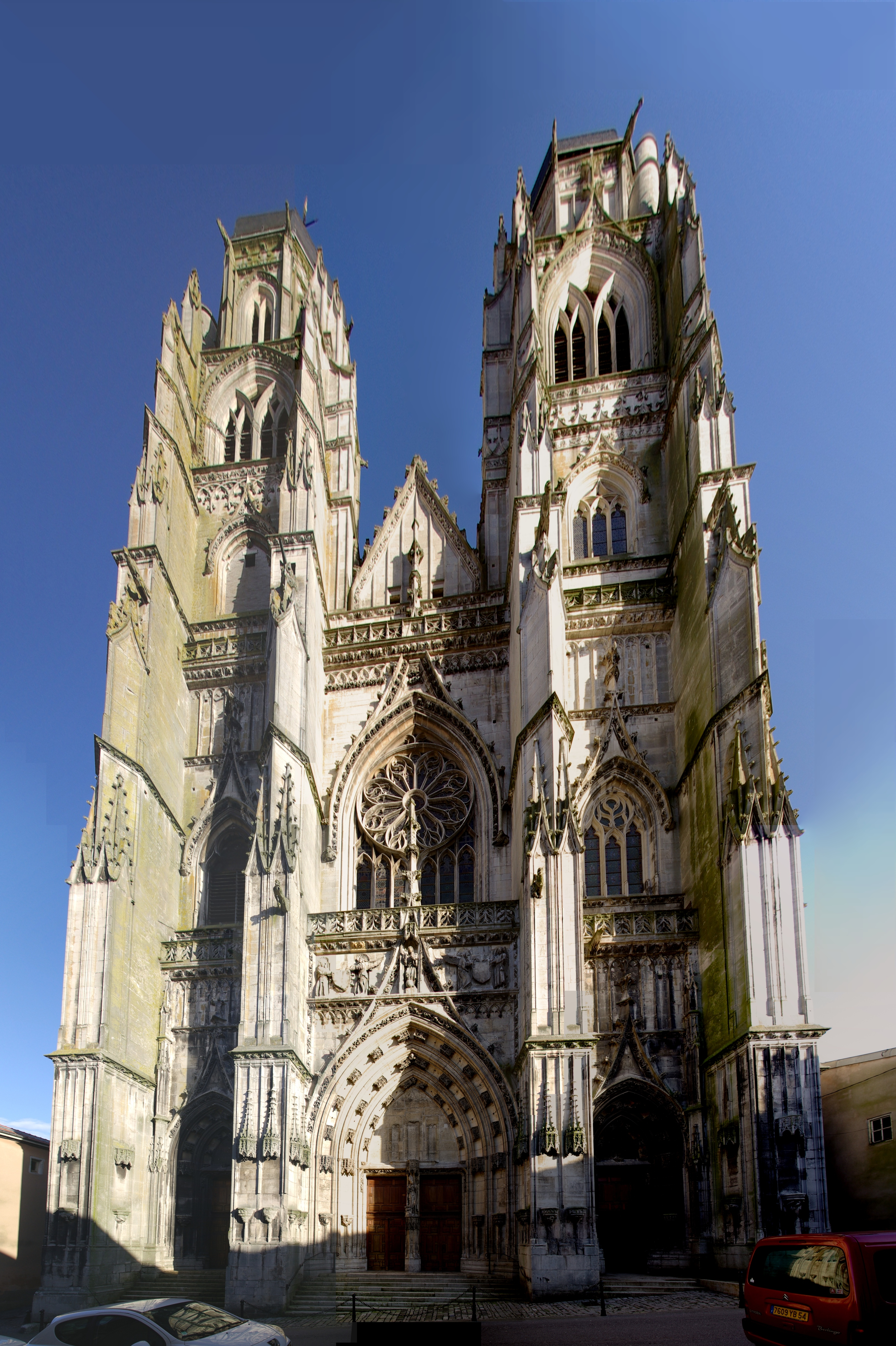
Basilique de Saint-Nicolas-de-Port

- 1480 : à la mort de René Ier d'Anjou duc de Bar et veuf d’Isabelle de Lorraine, René II, petit-fils du défunt, reçoit le duché de Bar en héritage.
- 1481 : 
  - début de l'édification de l'actuelle église basilique de Saint-Nicolas-de-Port au même emplacement que les deux précédentes première.
  - René II devient baron de Mayenne.
  - Louis XI met la main sur l'ensemble de l'héritage de René Ier.
- 1482 : Metz est une des dix premières villes de France où se développent l’imprimerie et la typographie. Les premiers imprimeurs connus sont Jean Colini et Gérard de Villeneuve[17].
- 1484 : 
  - la mort de Louis XI de France permet la réunification des duchés de Lorraine et de Bar. René II fait son entrée à Bar.
  - René II permet l'élévation d'une chapelle et d'un ermitage sur le lieu où des milliers de soldats sont morts lors de la bataille de Nancy, près du ruisseau de Jarville. L'étendard de René II portait lors de la bataille l'image de l'Annonciation. Le sanctuaire placé sous le vocable de Notre-Dame-de-Bonsecours par le duc est parfois nommé église Notre-Dame de la Victoire, les Lorrains la nommaient « Chapelle des Bourguignons ». La chapelle primitive de Notre-Dame-de-Bonsecours est destinée à remercier la Vierge Marie de la victoire de René II.
  - Henri de Lorraine-Vaudémont devient évêque de Metz.
- 1485 : 
  - René II prend part à la première phase de la Guerre folle, mais se retire prudemment de la coalition des princes dès la paix de Bourges.
  - Quand il devient évident que Jeanne d'Harcourt ne peut lui donner d'héritiers, René II la répudie avec l'aide de son avocat Hugues des Hazards auprès des autorités pontificales à Rome.
  - 17 juillet : première représentation du Mystère de la vie de Sainte-Barbe sur le parvis de la cathédrale de Metz[18].
- 1488 : les sujets du roi de Naples se révoltent et offrent la couronne à René II, qui monte une expédition pour prendre possession du royaume, mais le roi Charles VIII le lui interdit, voulant lui-même en faire la conquête (début des guerres d'Italie)

### Années 1490
- 1490 : René II met le siège devant Metz.
- 1492 : Antoine de Ville (vers 1450-1523), seigneur de Lorraine, capitaine de Charles VIII, premier alpiniste à gravir le mont Aiguille en 1492, considéré comme un pionnier de l'alpinisme.
- 1495, 11 mai : L'an de grâce Notre-Seigneur 1495, le onzième jour du mois de mai... le roi des Romains Maximilien d'Autriche se trouvait en la cité de Worms en laquelle il avait convoqué les Electeurs, Princes et autres des États de l'Empire pour traiter plusieurs grandes affaires. Par devant le roi René de Sicile, duc de Lorraine et de Bar... se présenta pour faire son hommage... et fut pris par-dessous les bras par deux Princes et mené devant le roi des Romains, où il se mit à genoux, les mains sur les Saints Evangiles, qui lui furent présentés et lut le serment de fidélité... Cela fait, il fut inféodé par le Seigneur Roi tenant le sceptre en sa main... Cependant le serment fut prononcé « en délaissant la forme générale du serment des Princes, laquelle était trop de plus grande obligation et expression ». René II prête serment de fidélité à l'Empereur[19].
- Vers 1496 : achèvement de la construction de la Cathédrale Saint-Étienne de Toul.
- 1498 : Mengin Le Clerc est nommé Gouverneur de Nancy.
- 1499 : le comté de Blâmont est légué au duc de Lorraine par Olry de Blâmont, évêque de Toul.

## Naissances

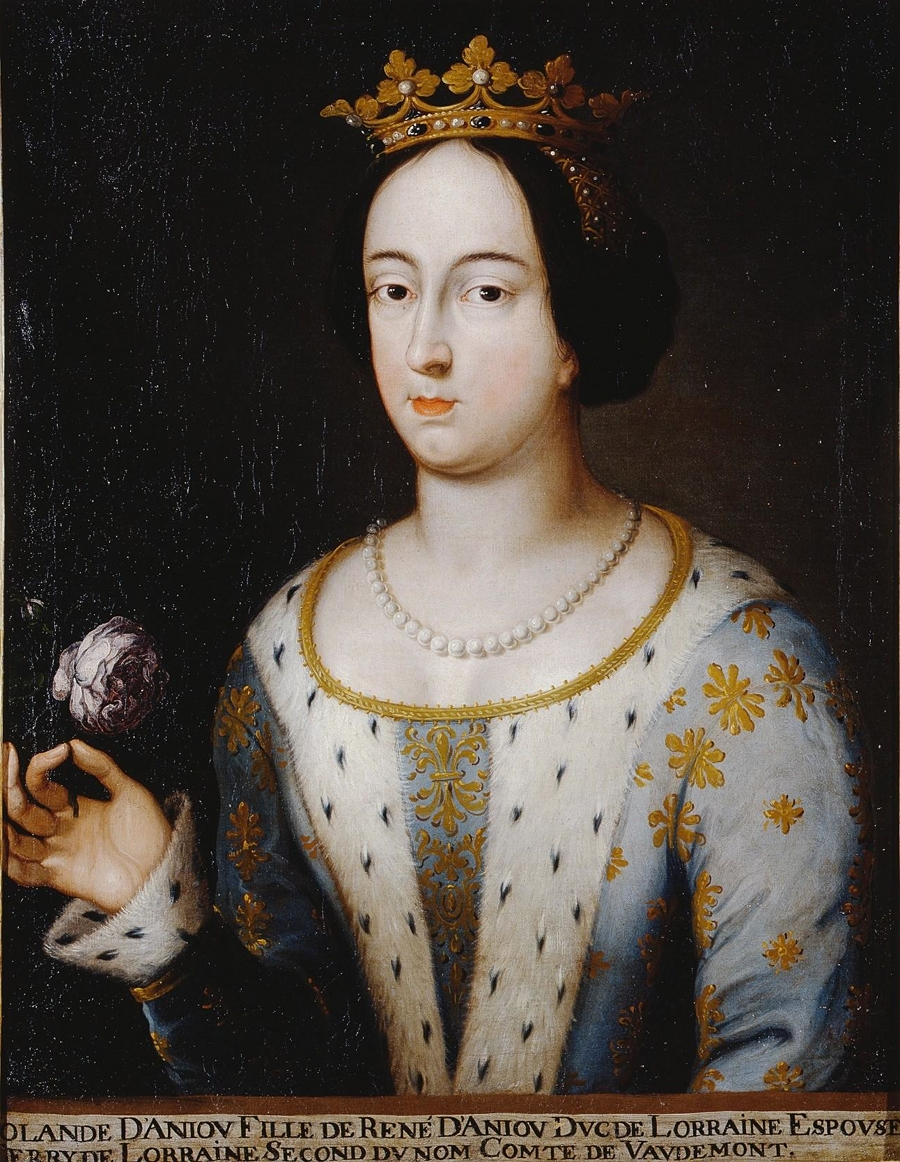
Yolande d'Anjou

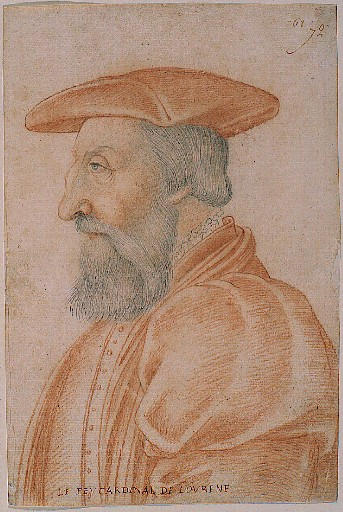
Jean de Lorraine

- 1409, 16 janvier : René d'Anjou, duc de Bar de 1431 à 1480, duc de Lorraine de 1431 à 1453, duc d'Anjou et comte de Provence de 1434 à 1480, roi de Naples de 1435 à 1442, de Jérusalem de 1435 à 1480 et d'Aragon de 1466 à 1472 († 10 juillet 1480)[20].
- Entre 1425 et 1427 à Nancy : Jean II d’Anjou ou Jean de Calabre ou Jean de Catalogne, mort à Barcelone en décembre 1470, marquis de Pont-à-Mousson, puis duc de Lorraine (1453-1470) mais également duc titulaire de Calabre (1435) en tant qu’héritier présomptif du royaume de Naples, et de Gérone (1466) en tant qu’héritier présomptif du royaume d'Aragon.
- 1428, 2 novembre à Nancy : Yolande d'Anjou, morte à Nancy le 23 mars 1483, duchesse de Lorraine (1473) et de Bar (1480), fille de René Ier d'Anjou, roi de Naples, duc d'Anjou, de Bar et de Lorraine, comte de Provence, et d'Isabelle, duchesse de Lorraine. Elle a été nommée Yolande en l'honneur de sa grand-mère Yolande d'Aragon.
- 1443, à Toul : Jean Raulin (décédé en 1514) fut un prédicateur français.
- 1448 à Nancy : Nicolas Ier de Lorraine-Anjou, marquis de Pont-à-Mousson puis duc de Lorraine (1470-1473), mort à Nancy (1473) est le fils de Jean II de Lorraine-Anjou, duc de Lorraine, et de Marie de Bourbon. Il fait partie de la seconde maison capétienne d'Anjou.
- Vers 1450 à Nancy : Mengin Le Clerc, mort en 1510 à Nancy. Important négociant, tabellion-juré de la ville de Nancy, Mengin Le Clerc prend la qualité de gouverneur de Nancy, en 1498-1499. Il est seigneur de nombreux fiefs et laisse un héritage important à ses deux fils. Et comme il est maistre de la monnaie de Nancy, une partie de ses descendants vont être des trésoriers des ducs de Lorraine, puis des rois de France.
- Vers 1496 à Metz : Claudius Cantiuncula (c.1496-1560), humaniste lorrain du XVIe siècle. Jurisconsulte, il fut conseiller de Ferdinand Ier en 1533[21].
- 1498, le 9 avril à Bar-le-Duc : Jean de Lorraine (mort semble-t-il à Nogent-sur-Vernisson, le 18 mai 1550) est un cardinal français et l'un des favoris les plus intimes du roi François Ier.

## Décès

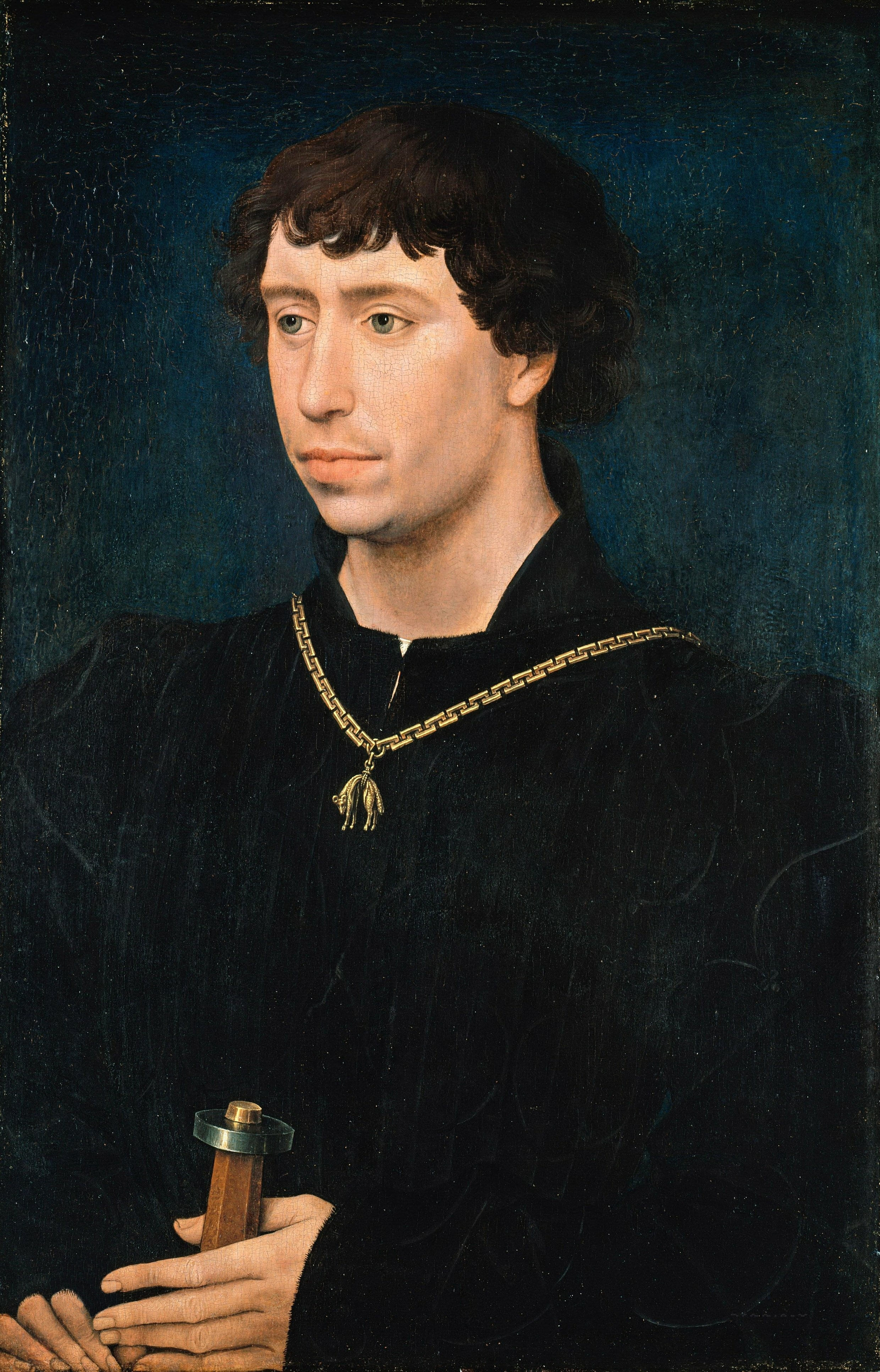
Charles le Téméraire

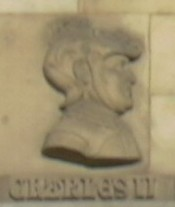
Charles II de Lorraine

- 1431, 25 janvier à Nancy : Charles II[22] de Lorraine, dit le Hardi, né en 1364, duc de Lorraine de 1390 à 1431. Il était le fils du duc Jean Ier de Lorraine et de Sophie de Wurtemberg.

- 1473 à Nancy : Nicolas Ier de Lorraine-Anjou, marquis de Pont-à-Mousson puis duc de Lorraine (1470-1473), né à Nancy (1448) est le fils de Jean II de Lorraine-Anjou, duc de Lorraine, et de Marie de Bourbon. Il fait partie de la seconde maison capétienne d'Anjou.
- 1477, 5 janvier à Nancy : Charles de Valois-Bourgogne[23], dit Charles le Hardi ou Charles le Travaillant, plus connu sous son surnom posthume de Charles le Téméraire[24], né le 10[25] ou 11 novembre 1433[26],[27] à Dijon, après Philippe II le Hardi, Jean sans Peur et Philippe III le Bon, le quatrième et dernier duc de Bourgogne — de la branche des Capétiens-Valois (il descend de Saint Louis, par Charles de Valois) —, seigneur et maître d'un ensemble de provinces connu aujourd'hui sous le nom d'État bourguignon[28] (ou, parfois, d'État burgundo-flamand[29]).
- 1483, 23 mars à Nancy : Yolande d'Anjou, née à Nancy le 2 novembre 1428, duchesse de Lorraine (1473) et de Bar (1480), fille de René Ier d'Anjou, roi de Naples, duc d'Anjou, de Bar et de Lorraine, comte de Provence, et d'Isabelle, duchesse de Lorraine. Elle a été nommée Yolande en l'honneur de sa grand-mère Yolande d'Aragon.
- 1484, 11 février à Moyenvic : Georges Ier de Bade, né en 1433, évêque de Metz et margrave de Bade.